# Vaʻai Kolone
Vaʻai Kolone (ur. 11 listopada 1911, zm. 20 kwietnia 2001) – samoański polityk, premier Samoa w 1982 i w latach 1985–1988.
Wywodził się z miejscowości Vaisala na wyspie Savaiʻi. Po raz pierwszy wybrany do parlamentu w 1967. W 1979 założył Partię Obrony Praw Człowieka (HRPP) razem z Tofilau Eti Alesaną, sprzeciwiającą się autorytarnym rządom Tupuy Tamasese Tupuoli Tufugi Efiego. Partii udało się zdobyć 24 z 47 mandatów w wyborach trzy lata później, a Kolone objął stanowisko premiera. Po kilku miesiącach wszczęto jednak wobec niego postępowanie w sprawie przyjmowania łapówek, co zmusiło go do rezygnacji. Nowym premierem został początkowo Efi, a potem Tofilau Eti Alesana. Kolone udało się uzyskać reelekcję w wyborach uzupełniających i oczyszczenie z zarzutów. W 1985 przegrał wybory na szefa partii i w konsekwencji zrezygnował z członkostwa w niej.
Nieoczekiwanie po wyborach z 1985 Partię Obrony Praw Człowieka opuściło 11 z 32 członków i sprzymierzyło się z opozycyjną Chrześcijańską Partią Demokratyczną, proponując kierowanie rządem Kolonemu. Objął zarazem tekę szefa dyplomacji. Wicepremierem został jego dawny wróg Tupua Efi. Sformowana koalicja przyjęła formę ugrupowania o nazwie Partia Rozwoju Narodowego Samoa, na czele stanął Efi, a Kolone został wiceprzewodniczącym. Stanowisko szefa rządu stracił po głosowaniu z 1988, kiedy jego partia zdobyła o jeden więcej mandat niż HRPP Alesany, jednak jeden z członków SNDP zmienił przynależność partyjną.
Zmarł w 2001 w wieku 89 lat.